# 新布罗克顿 (阿拉巴马州)
新布罗克顿（英文：New Brockton），是美国阿拉巴马州下属的一座城市。面积约为7.99平方英里（约合20.68平方公里）。根据2010年美国人口普查，该市有人口1,146人，人口密度为143.5/平方英里（约合55.42/平方公里）。